# UQiYO
UQiYO（ウキヨ）は、日本の音楽ユニット・プロジェクトである。

## メンバー
- Yuqi - ボーカル・作詞・作曲・編曲・トラック・マスタリング

## 略歴
Yuqi(Vo)を中心に東京を拠点に活動するプロジェクト。洋楽テイスト溢れるアンビエント/フォークトロニカ・サウンドを展開する。幅広いジャンルのDNAを受け継いだグローバルなサウンドに、自在で透明感溢れる歌声でダイナミズムのある壮大な音世界にいざなう。
Vo/Composerであり、元cork(Toys Factory)のフロントマン、Yuqiを軸に2010年よりPhantaoと活動を開始。「音楽を、音以上の体験として提供したい」という志をもって、様々な試みで音源リリースやLive活動を行う。音源は録音からMasteringまですべてVo/ComposerのYuqiが行い、元ちとせ、Zooey Wonder、酒井景都、Ajay Pohankarなどとのコラボレーション、そしてMonkey Majikにとって初めてとなる楽曲提供を依頼されるなど、幅広いプロジェクトに関わっている。最近では、マレーシアのFroya, 台湾のI Mean Us, シンガポールのMARICELLEなど、海外の多彩なミュージシャンとCo-writeにより楽曲をリリースするなど、活動の場を国外へとシフトしつつある。
また、YuqiはUQiYOとしての音源・ライブに限らず、様々なTV番組のBGM、CM音楽、劇判なども数多く担当している。
アーティスト名の由来となる"浮世"を意識した楽曲は、日常に溶け込みながらも、その「音の心地よさ」や「音を届ける方法」で聴く者を非日常にいざなう。
自分たちのつくる音の可能性・創造性を拡げるべく、他業界の優れたクリエイターとのコラボレーションや様々な空間での演奏などを展開している。
2010年末 "Phisico"としてSoundCloud にてエレクトロと人の温もりを併せ持った珍しい音源のデモアルバムをプレリリース。なお、現在は新しく"UQiYO"としてサイトを新設しており、Phisicoのサイトは現存しない。
2013年4月 At the Starcamp をリリース。Music Videoは、デザインスタジオ「TWOTONE」が撮影。
2013年5月にアーティスト名をアルバムに冠した1stアルバム "UQiYO"をリリース。
2014年 CDのセレクトショップMore RecordsのAlbum of the Month獲得。Flake Recordsからパワーレコメンドされる。
2014年8月、アルバム"UQiYO"全国本流通開始。全国のTower Records、Village Vanguard、HMVにて展開。
2015年3月に2nd アルバム「TWiLiGHT」発売。全国12か所のツアーの大成功と、渋谷O-nestでのツアーファイナルは定員オーバーのアクシデント。J-waveの局ジングル5曲や全国版TVCMなど、楽曲提供の実績を重ねる一方、ライジング・サン ライジング・サン・ロックフェスティバルやサマー・ソニックなど、大型フェスにも出演している。
昨今の音楽業界の情勢に対する新しい提案として、「note」を使った新しいファンコミュニティー「ウキヨノモト」を今年初頭よりスタートさせており、その件で「NHKクローズアップ現代」に取り上げられた。2015年12月、サポートメンバーだったドラムのSimaが正式メンバーとして加入。
2016年1月、初のミニアルバム「Black Box OTOGi vol.01」をリリース。限定特装版も発売。4月、ARABAKI ROCK FES 2016に元ちとせ feat.UQiYOとして出演する。5月にリリースツアー「Black Boxers」をスタート。7月にスピッツ主催の新木場SUNSET2016に米津玄師、スピッツと並んで出演、8月にSUMMER SONIC 2016、9月にAugusta Camp 2016へ出演。11月、「151A」プロジェクトを刷新し、ARTとReTurnをかけた「151A_RT」としてリスタート。同月にリリースツアーを締め括った。同年初秋にSpotifyに参入、日本でのサービス開始に先駆けて海外向けにリリースを行う。"New Music Friday", "Tokyo Rising"など、超大型プレイリストに続々と掲載され、世界市場でのリスナーを獲得した。
2017年4月、毎月新曲をリリースし続ける連載プロジェクト、「月刊少年ウキヨ」を開始。Spotify、KKBOX、AWAの各サブスクリプションサービスでの配信と、iTunesを通じて発表。全曲にMVが付き、Youtubeでも視聴可能。プロジェクトは翌2018年4月までの13ヶ月継続した。7月、中津川SOLAR BUDOKAN 2017に出演。10月、Key.のPhantaoが脱退。
2018年4月、「少年ウキヨ」連載13曲目の発表と共に連載曲の全てを収めた3rdアルバム「Stones」をリリース。この間、Spotifyではアートポップなサウンドがサウンドが爆発的反響を呼び、200万再生を突破。米国版Spotifyのプレイリスト"US Viral 50"に曲がセレクトされるなどの快挙を果たした。5月、リリースツアー「UQiYO Rolling Stories Tour 2018」を開始。ツアーファイナルは7月14日に渋谷club asiaで行われる。11月、Corona Sunsets Sessions OsakaにSirupとThe fin.とともに出演。
2019年には、Monkey Majikのアルバム”COLLABORATED”への楽曲としてコラボレーション曲”BLiNK”をリリース。
同年には難解で且つPOPなシングル”RA!!!i!!!NY”もリリース。MVはSalzburg Global Innovators Conferenceで打ち解けたカナダ先住民族映像クリエイターのPatrick Shannonに来日撮影により実現。
また、同年東京芸術劇場にて、満島ひかり、満島真之介、坂口健太郎、温水洋一などと並び、熊林弘高演出の舞台「お気に召すまま」に出演。7月下旬ー9月迄の長期公演を全国の劇場で行った。
2020年よりSpotifyで総再生数7000万回を超える覆面プロジェクト AmPm を手掛けた Yutaka Takanami が運営する Namy& Inc. とエージェント契約を結ぶ。
日本人アーティストとして初めて、シンガポールを代表するインディーレーベル Umami Records とシングル「FLy」で契約を交わし同年2月にリリース。
アジアでの活動に舵をきった。
UQiYOによるライブストリーミング企画 impromptu__雪 「音楽小説」をスタートし9月26日（土）酉の刻にYoutubeで初となる企画を公開。また、翌日ライブストリーミング をそのまま音源化したものもBandcamp・サブスク配信でリリース。目をとじ耳を澄ませば、想像力の世界へ手を引いてもらえるような、心の余白を広げてくれる作品になっている。
同年9月、シンガポール出身のシンガーソングライター MARICELLE(マリセル)をフューチャーしたデュエット曲「lo V er」を リリース。
同年11月、台湾インディー・シーン注目の5人組ドリーム・ポップ・バンドI Mean Us(アイミーンアス)とCo-writingして生まれたデュエット曲「6000℃」をリリース。I Mean Usは、台湾で開催されるインディーズ音楽アワード「金音創作獎」の 2020年ベストオルタナティヴ・ポップソング賞を受賞。
「6000℃」のミュージックビデオは、Rachel Chie Millerが担当。台湾と日本のカメラマンによる作品をメビウスの輪のように重ね合わせた美しい作品に。
2021年1月「Cresent」2月に「Utopia」と立て続けにシングルをリリース。
同年3月、マレーシアのシンガーソングライターFroyaとのコラボーレーションシングル「invisible」をリリース。Froyaが日本の雪国である新潟を訪れ、UQiYOと雪国での日々を過ごした後、東京に戻りコライトセッションをする中で生まれた。
2023年5月 活動休止を発表、兼ねてより親交のあった日本の俳優、満島真之介とのユニット（Omr）をはじめるため、Veleta104に所属。

## 音楽プロジェクト
UQiYOの特徴の一つは、様々なプロジェクトを立ち上げ、音楽の枠を遥かに逸脱した「体験」としての実験的、総合的な表現活動にある。
SUMMER SUNS：
2013年秋には夏の空気と共に音源をボトルの中の手紙に閉じ込め、リスナーに届ける試みを行った"Summer Suns"をリリース。
THYLUV：
2013年大晦日から2ヶ月かけて、2つの別々の曲を毎週アップデートし、バレンタインの日に融合させた曲、"THY LUV"をリリース。
2014年3月14日 元Over Rocketsの本田みちよをゲストボーカルに迎え" THY LUV featuring Michiyo Honda"のMVをリリース。
151A -浮遊する歌-：
2014年6月には、新しいシングルを「限定1枚」のみリリース。
一枚のシングルCDを、白い特製トランクケースの中に旅グッズと共に収納し、北海道の札幌にて一般人の手に渡す。一枚のシングルを人の手から手へと伝って渡していってもらい、最終的に沖縄まで届けるというもの。郵送はNGで、自分よりも南に住む人間に手渡すというルールがある。初代シングルは2015年に栃木で消息を絶ち、2016年に「151A_RT」としてリスタート。現在もプロジェクトは継続している

## 「Yuqi 造語録」
エレクトロハス
エレクトロ ＋ ロハス。楽しく健康的な日常を、適度な文明の利器をつかって持続可能に生きる。物質、精神、自然、都会どちらに偏ることもなく、且つアーバンなバランス感を持った音楽。いいとこ取りのエレクトロ。
パーソナル・ミュージック
2014年 CINRAでのインタビューの際にボーカルYuqiが発言。「大衆の音楽の逆って、アングラじゃなくて、パーソナルなんじゃないかっていうことなんです。"ポピュラーミュージック"じゃなくて、"パーソナルミュージック"があってもいいんじゃないかって。」
ヒューマン・エレクトロ
エレクトロのもつ非人間性と一線を画した、人に寄り添う、暖かみのある音楽。

## UQiYOとクリエイター,クリエイターチーム
UQiYOの活動や音楽は多くのクリエイターとのコラボレーションである。
デザインスタジオTWOTONE
カメラマン鈴木陽介
Hajikami
augment5 Inc.
spfdesign
水墨画家浦正
Erz
SIGNO
ROOSTER
IBVA
Makiko Tanaka
Kumi Kosuge

## クライアントワーク
Google、Global Work、マザーハウス、モスバーガー ほか

## アルバム
|          | 発売日        | タイトル  | 規格品番  | 収録曲   | 備考                        |
| -------- | ------------- | --------- | --------- | -------- | --------------------------- |
| 1st      | 2013年5月11日 | UQiYO     | UQIYO-001 | 14曲入り | 自主出版。2014年8月20日再発 |
| 2nd      | 2015年3月18日 | TWiLiGHT  | FO-1001   | 15曲入り | FORE RECORDS                |
| 1st mini | 2016年1月20日 | Black Box | FO-1002   | 8曲入り  | FORE RECORDS                |
| 3rd      | 2018年4月11日 | Stones    | FO-1003   | 13曲入り | FORE RECORDS                |
| 4th      | 2021年3月26日 | loom      |           |          | Namy& Records               |
| 2nd mini | 2021年10月8日 | 東源京    |           |          | Namy& Records               |

## シングル
- At the Starcamp (2013/4)
- 5 Years in (2013/4)
- Elephant's Tail (2013/4)
- Summer Sun (2013/10)
- THY LUV (2013/12)
- 151A (2014/6)
- UNDER SKIES OF HEAVEN (2014/9)
- Twilight (2015/3)
- Dirtball (2015/3)
- Saihate (2015/3)
- Snow White (2015/3)
- URM' Pocket(2016/7)
- Sl(n)ow Land(2017/5)
- 目日口Ｏ/321O(2017/6)
- Night Safari(2017/7)
- ROYGBIV(2017/8)
- 2-memories-(2017/9)
- CRYSTALLE (2017/10)
- Dry Dry Try(2017/11)
- END of the DAY(2017/12)
- TEQUNE(2018/1)
- Modrý sen(2018/2)
- ciRCle(2018/3)
- loTus feat.Pt.Ajay Pohankar(2018/4)

### 配信限定シングル
| 発売日         | タイトル                    | レーベル       |
| -------------- | --------------------------- | -------------- |
| 2018年12月12日 | Winterstellar               | Office Augusta |
| 2020年1月31日  | RA!!i!!NY                   | UQiYO          |
| 2020年2月12日  | FLy                         | Umami Records  |
| 2020年11月6日  | lo V er feat. MARICELLE)    | Namy& Records  |
| 2020年12月18日 | 6000˚C / UQiYO & I Mean Us  | Namy& Records  |
| 2021年1月15日  | Cresent                     | Namy& Records  |
| 2021年6月2日   | Dry Dry Try (Reforged)      | Namy& Records  |
| 2021年7月14日  | 空咲花                      | Namy& Records  |
| 2022年4月29日  | 春夏秋(冬 (I Mean Us Remix) | Namy& Records  |

## 映像作品
- At the Starcamp - MV (TWOTONE)、web広告多数利用
- Elephant's Tail - MV、'Thailand': Yasuhito Tsuge BGM
- PICNIC - Pocky Creators Audition 応募作品
- Cozmo - Global Work Web CMソング
- Tokyo, the Cay - 'Shibuya宣伝動画' BGM ソング
- Kyoto the Valley - 'Tanba宣伝動画' BGM ソング
- Live at UPLINK - augment5

- Twilight - MV (augment5)
- Dirtball - MV (TWOTONE)
- Saihate - MV (Sync Kudo), (TWOTONE, Tadashi Ura)
- Snow White - MV (spfdesign)
- SUMMER SUNS - 3曲入りシングルボトル、Google Japan 'Ogasawara Street View Movie'[7]
- THY LUV - MV (TWOTONE)
- Drums of Atacama, Dessert Flower, etc. - 地球の反対側で世界一になった話 - DVD

### 参加作品
| 発売日        | タイトル                                                 | 収録曲                           |
| ------------- | -------------------------------------------------------- | -------------------------------- |
| 2021年11月5日 | Sen Morimoto & UQiYO『Daytime But Darker (UQiYO Remix)』 | Daytime But Darker (UQiYO Remix) |
| 2019年5月29日 | SING LIKE TALKING『Spiral』                              | Spiral (UQiYO Remix)             |